# Aragost
En el universo imaginario de J. R. R. Tolkien y en los apéndices de la novela El Señor de los Anillos, Aragost es un dúnadan, hijo de Arahad I. Su nombre está compuesto en la lengua sindarin y puede traducirse como «terror real».  
Nacido en algún lugar de Eriador en el año 2431 de la Tercera Edad del Sol. A la muerte de su padre en el año 2523 T.E., Aragost se convirtió en el octavo Capitán de los Dúnedain del Norte. Durante su reinado no hubo hechos significativos en Eriador, pues los principales hechos políticos militares se desarrollaron en Gondor y en Rohan
Aragost gobernó por 53 años y murió en el año 2588 T.E., con 157 años de vida, y fue sucedido por su hijo Aravorn.